# Брезє-при-Польчанах
Брезє-при-Польчанах (словен. Brezje pri Poljčanah) — поселення в общині Польчане, Подравський регіон‎, Словенія.